# 超劇場版ケロロ軍曹3 天空大冒険であります!
『超劇場版ケロロ軍曹3 天空大冒険であります!』（ちょうげきじょうばんケロロぐんそうスリー てんくうだいぼうけんであります!）は、バンダイナムコゲームス（後のバンダイナムコエンターテインメント）より2008年2月28日に発売されたニンテンドーDS用ゲームソフト。
同年3月1日公開の映画『超劇場版ケロロ軍曹3 ケロロ対ケロロ天空大決戦であります!』に併せて発売された。

## 概要
『ケロロ軍曹』のDS版ゲーム作品としては初の横スクロールアクションゲーム（それまでの作品はミニゲームが主体だった）。
随所に、プロデューサーである吉沢秀雄が開発した『忍者龍剣伝』（テクモ）や、かつてナムコが発売したアクションゲームのオマージュが組み込まれている。ギミックを扱ったパズル要素を含むアクションは、『風のクロノア』の携帯ゲーム機版の流れを汲んでいる。
更に、各ワールド最後のボス戦はナムコが過去に発売したレトロゲーム（『ギャラクシアン』、『ボスコニアン』、『モトス』）のパロディになっている。
ステージ内で拾った超メダルで各キャラクター固有の必殺技が出せる。超メダルは下画面（タッチパネル上）にストック可能で、好きな時に必殺技を発動できる。
音楽をJAZZIDA GRANDEが担当している。
予約特典は『ケロロ軍曹特大リバーシブルクリーナー』。

## プレイヤーキャラクター
ケロロ軍曹（声 - 渡辺久美子）
ケロボールに敵を吸い込んで、その敵を踏み台にした二段ジャンプや他の敵にぶつけるなど、『風のクロノア』に近い操作感になっている。ケロロとクロノアはもともと声優も同じであるため、SEにもセルフパロディがある。
タママ二等兵（声 - 小桜エツ子）
攻撃力が高く、下方向への攻撃や特定のブロックを水平方向に移動させることが可能。
ギロロ伍長（声 - 中田譲治）
ビームライフルで離れた敵を攻撃できるほか、手榴弾で攻撃や障害物の破壊が可能。
クルル曹長（声 - 子安武人）
音波を飛ばして敵を痺れさせ、痺れた敵の上に乗ることができるという、『ワギャンランド』風の操作形態。
ドロロ兵長（声 - 草尾毅）
壁につかまることが可能（一部の壁を除く）。忍者刀で敵の弾攻撃をはじき返せたり、空中での回転攻撃など、『忍者龍剣伝』風の操作形態になっている。
ダークケロロ
劇場版パンフレット内の隠しコマンドにより使用可能。
基本操作はケロロと同じだが、ジャンプ力が高い反面、滑りやすい。好きな食べ物が無いため、アイテムによるHP回復が乏しい。